# قلعه‌قاضی سفلی
قلعه‌قاضی سفلی، روستایی است از توابع بخش گهواره و در شهرستان دالاهو استان کرمانشاه ایران.

## جمعیت
این روستا در دهستان گورانی قرار داشته و بر اساس سرشماری سال ۱۳۸۵ جمعیت آن (۲۲خانوار) ۱۱۶نفر
بوده است.